# Xenorophus
Xenorophus — рід примітивних зубатих китів з пізнього олігоцену (чаттських) морських відкладень у Південній Кароліні, що належать до Xenorophidae.

## Класифікація
Ксенороф був спочатку описаний на основі черепа з формації Чандлер-Брідж у Південній Кароліні в колекціях USNM. Пізніші автори, а також Ремінгтон Келлог, який описав рід, віднесли його до родини Agorophiidae, яка з часом стала сховищем для примітивних зубатих китів. Вітмор і Сандерс (1977) і Фордайс (1981), однак, вважали за краще розглядати Xenorophus як Odontoceti incertae sedis. Кладистичний аналіз Марка Угена, опублікований у 2008 році, визнав, що Xenorophus належить до Archaeodelphis і Albertodelphis в кладі зубатих, більш примітивних, ніж Agorophius або Simocetus, і назвав його Xenorophidae.

## Палеобіологія
Xenorophus був здатний до ехолокації, як сучасні дельфіни, судячи з черепних особливостей двох інших ксенорофід, Echovenator і Cotylocara.